# Stanisław Duniecki
Stanisław Duniecki (ur. 25 listopada 1839 we Lwowie, zm. 16 grudnia 1870 w Wenecji) – polski kompozytor i dyrygent.
Początkowo uczył się gry na fortepianie i kompozycji u J.K. Kesslera. W latach 1854–1858 przebywał na studiach w Lipsku, 1859 uzupełniał je w Wiedniu, następnie u François Josepha Fétisa w Brukseli i Berlioza w Paryżu. W 1863 wrócił do kraju i objął posadę kapelmistrza małej sceny polskiej w Czerniowcach. W 1864 został kapelmistrzem teatru we Lwowie, gdzie wystawił swoją najpopularniejszą operetkę Paziowie królowej Marysieńki, którą grano w 1865 także w Wiedniu i Krakowie. W roli pazia Stefana występowała wówczas Helena Modrzejewska. Następnie Duniecki przebywał w Warszawie, pisał sprawozdania z przedstawień operowych w tygodniku „Kłosy”. Ponieważ opera w Warszawie nie wystawiła jego Paziów, objął 1866 stanowisko kapelmistrza orkiestry teatru krakowskiego. Podczas pobytu w Krakowie zajął się organizowaniem przedstawień operowych — wystawił Halkę (29 listopada 1866), z udziałem M. Gruszczyńskiej (na przedstawieniu 29 grudnia 1866 był obecny kompozytor), oraz Verbum nobile (18 stycznia 1867) Stanisława Moniuszki, a także własne opery i operetki — ale mimo tych wysiłków opera krakowska nie utrzymała się. Duniecki pisał również artykuły w krakowskim tygodniku „Kalina”. Na skutek choroby płuc wyjechał 1867 za granicę; przebywał w Rumunii, Meranie, Tyrolu, wreszcie osiadł w Wenecji. Zmarł 16 grudnia 1870 w Wenecji z powodu gruźlicy.
Twórczość Dunieckiego nie jest nadal przebadana, komponował przede wszystkim opery komiczne, operetki i wodewile, nawiązując do utworów Rossiniego i Offenbacha. Próbował wzorować się także na Wagnerze, lecz przedwczesna śmierć nie pozwoliła mu na skomponowanie opery słowiańskiej pt. Igor.

## Wybrane kompozycje
- operetki: Korylla (wyk. 1859), Odaliski (wyk. 1866);
- opery komiczne: Paziowie królowej Marysieńki (wyk. 1864), Dożynki czyli Pierwsze wrażenia (wyk. 1865);
- Symfonia (wyk. 1858);
- pieśni, m.in. Wiośnianki (1862), Co tam marzyć o kochaniu, Biedne serce u dziewczyny,  Upominek.